# Василевская-Смаглюк, Ольга Михайловна
Ольга Михайловна Василевская-Смаглюк (укр. Ольга Михайлівна Василевська-Смаглюк; род. 23 июня 1985, Староконстантинов, Хмельницкая область) — украинский политик и журналист. Народный депутат Украины IX созыва (с 2019 года), член фракции «Слуга народа».

## Биография
Родилась 23 июня 1985 года в Староконстантинове Хмельницкой области.
Окончила Киевский международный университет по специальности «журналистика» и Национальную академию статистики, учёта и аудита по специализации «бухгалтерский учёт». В 2019 году поступила на аспирантуру НАСУА.
Являлась корреспондентом газеты «День», а затем специальным корреспондентом и журналистом-расследователем на телеканале «1+1», принадлежащему миллиардеру Игорю Коломойскому, где работала около 15 лет. В 2018 году получила 0,1 % акций медиа-холдинга «1+1 Медиа». В 2018 году президент Пётр Порошенко лично позвонил Василевской-Смаглюк, после её сюжета о его отдыхе в Испании, с целью опровержения данной информации.
На досрочных парламентских выборах 2019 года была избрана народным депутатом Украины по округу № 96 (города Вышгород, Буча и Славутич, а также Бородянский, Вышгородский, Иванковский, Полесский районы) от партии «Слуга народа», сумев победить действующего депутата Ярослава Москаленко. В ходе избирательной кампании в пользу Василевской-Смаглюк снял свою кандидатуру секретарь Бучанского городского совета Василий Олексюк. В Верховной раде она стала членом комитета по вопросам финансов, налоговой и таможенной политики и председателем подкомитета по вопросам функционирования платёжных и информационных систем и предотвращения легализации (отмыванию) доходов, полученных преступным путём.
В октябре 2019 года возглавила временную следственную комиссию Верховной рады по расследованию сведений относительно соблюдения законодательства во время смены собственников информационных телеканалов NewsOne, «112 Украина» и ZIK.
В апреле 2020 года подала более 1500 правок к закону о внесении изменений в некоторые законодательные акты Украины относительно усовершенствования некоторых механизмов регулирования банковской деятельности. Всего к данному законопроекту было подано 13 тысяч правок. Сама Василевская-Смаглюк заявила, что данный закон не может приниматься персонально под олигарха Игоря Коломойского.

## Взгляды
В 2019 году, комментируя уголовное дело Маруси Зверобой заявила, что на Украине «настолько сильна свобода слова, что её пора бы уже немножко приглушить».
В феврале 2020 года назвала COVID-19 «маркетинговым ходом», который создан для продажи медицинских масок.

## Влияние
Василевская-Смаглюк в 2019 году была включена в список «100 самых влиятельных женщин Украины», составленном еженедельником «Фокус».

## Личная жизнь
Супруг — Игорь Владимирович Смаглюк. С 1996 года работает в структурах Министерства внутренних дел Украины. Являлся заместителем начальника Дарницкого РУ ГУМВД Украины в Киеве — начальником криминальной милиции. C 2020 года — руководитель управления противодействия экономическим правонарушениями в Государственной фискальной службе Украины.
Вместе с мужем воспитывает двух дочерей — Элиану и Александру.
Проживает в доме в селе Вишенки Бориспольского района. Вместе с мужем владеет четырьмя квартирами, автомобилями Honda CR-V 2010 года и Ford Focus 2013 выпуска.
В 2020 году Василевская-Смаглюк обратилась в Национальную полицию Украины из-за кражи её служебного ноутбука, выданного ей на время работы в Верховной раде.